# У кревету са Мадоном
У кревету са Мадоном је амерички документарни филм редитеља Алека Кешишијана из 1991. који бележи живот америчке певачице Мадоне током њене светске турнеје Blond Ambition 1990. године. Мадона је пришла Кешишијану да направи специјалну емисију за ХБО на турнеји након што је гледала његов пројекат за старије особе на Харварду. Првобитно планиран да буде традиционални концертни филм, Кешишијан је био толико импресиониран животом иза сцене да је убедио Мадону да сними цео филм фокусирајући се на то. Мадона је финансирала пројекат и била је извршни продуцент. Филм је монтиран да буде црно-бели, док су сцене извођења монтиране да буду у боји.
Приказан је ван конкуренције на Филмском фестивалу у Кану 1991. и добио је ограничено издање 10. маја 1991. године; две недеље касније, изашао је широм света. Дошло је до позитивних критика, иако су одређене сцене, попут оне у којој Мадона посећује мајчин гроб, биле критиковане. Мадона је номинована за Награду Златна малина за најгору глумицу. Са светском зарадом од 29 милиона долара, био је то документарни филм са највећом зарадом свих времена, све док га Куглање за Колумбин није надмашио 2002. године. У кревету са Мадоном је запажен као револуционарни филм због лежерног приказа хомосексуалности и упоређен је са документарцем Париз гори (1990). Такође је утицао на ријалити телевизију и културу славних, инспиришући пародије и друге документарне филмове у вези са музиком.

## Радња
Радња филма почиње 6. августа 1990. године, дан након финалног наступа у Ници. Мадона се у својој хотелској соби присећа турнеје и како ће њен завршетак касније утицати на њу.
У флешбеку на април 1990. године, турнеја ће ускоро почети у Јапану. Мадона није схватила да је кишна сезона. Због тога, она и плесачи мењају костиме за турнеју у топлију одећу. У гласу, Мадона признаје да је једина ствар која је спречава да ми „пресече зглобове“ помисао да се врати у Северну Америку и изведе шоу како је замишљено да буде. У Сједињеним Државама упознаје породице својих плесача. Оливер Крамс, један од плесача, види свог оца први пут после неколико година. У Лос Анђелесу се јављају проблеми са звуком; упркос уверавањима, Мадона се фокусира на техничке проблеме и виче на свог менаџера Фредија Демана што је дозволио толико људи из музичке индустрије у првим редовима. После емисије, она се састаје са неколико познатих личности; Кевин Костнер ју је вређао тако што је емисију назвао „уредном“, а она се претвара да се зачепи након што он оде. 
На последњој емисији у Торонту, екипу посећује локална полиција која прети да ће ухапсити Мадону због „развратног и непристојног приказивања“, посебно сцене мастурбације током извођења „Like a Virgin“; она одбија да промени представу. Деман верује да ће претња хапшењем само натерати Мадону да иде даље.  Према новинским извештајима, полиција у Торонту одлучила је да је не ухапси, тврдећи да није било претњи.  Следећа станица је Мадонин родни град Детроит. У гласу иза себе, она изражава потешкоће које има да се врати кући. На крају "Holiday", Мадона зове свог оца Тонија на бину и пева "Happy Birthday to You". У позадини, Тони и његова супруга Џоан дају комплименте емисији, иако Тони изражава своје незадовољство неким од „бурлескнијих“ аспеката. Мадона и Кристофер чекају да се њихов старији брат Мартин појави док разговарају о његовим проблемима са злоупотребом супстанци. Касније се поново састаје са својим „идолом из детињства“ Мојром Мекфарланд-Месаном, која јој даје слику коју је направила под називом „Мадона и дете“, и тражи од ње да буде кума њеном нерођеном детету. Пре него што је напустила Детроит, Мадона посећује мајчин гроб први пут од када је била девојчица, док у позадини свира „Промисе то Три“. Она лежи поред гроба док Кристофер посматра из далека.
Како се турнеја наставља, Мадонини проблеми са грлом се погоршавају док Ворен Бејти постаје све ситнији од камера. Током прегледа грла у Мадониној хотелској соби, Бити је кори због документараца, говорећи јој да атмосфера све излуђује. Мадона га игнорише, а када она одбије да уради остатак прегледа ван камере, он почиње да се смеје, говорећи: „Она не жели да живи ван камере, а још мање да прича. . . Која је поента постојећег ван камере?" . Због проблема са грлом, она отказује неке од својих емисија. У Њујорку, њен доктор јој каже да не прича и она се нађе у изолацији у свом стану само са својом асистентицом Мелисом Кроу. Мадона је узнемирена због губитка контакта са плесачима.
Трећи и последњи део турнеје почиње у Европи са свима боље расположеним. Како се турнеја приближава Италији, папа Јован Павле II покушава да је забрани, приморавајући Мадону да откаже једну од два наступа у Риму. Чини се да Сандра Бернхард развесели Мадону. Мадона каже Сандри да је заинтересована за упознавање са Антониом Бандерасом. Када Алмодовар приреди журку у Мадриду, Мадона проведе недељу дана смишљајући начине да заведе Бандераса, али се испоставило да је он ожењен. Док Мадона ради у својој хотелској соби, гласови њене породице, пријатеља и сарадника описују звезду. Иако је сада срећнија него што је била на прошлој турнеји, Сандра не мисли да јој треба довољно времена да ужива у својим успесима. Други је описују у неласкавим изразима. Како се турнеја завршава, група игра игру истина или изазов? а Мадона се усуђује да изведе фелацију на стакленој флаши. Затим је упитана ко је био „љубав твог живота целог живота?“, на шта је она без оклевања одговорила: „Шон. Шон". Затим позива своје плесаче и пратеће певаче, једног по једног, да јој се придруже у кревету, где сваком преноси „мудре речи“. Док свира завршни чин емисије, "Keep It Together", приказана је монтажа Мадоне која се опрашта од својих плесача. Филм се завршава снимком Мадоне која говори режисеру Алеку Кешишијану да оде и „Прекини, Алек! Прекини, дођавола!"

## Турнеја
Светска турнеја Blond Ambition је била Мадонина трећа концертна турнеја. Подржао је њен четврти студијски албум Like a Prayer и саундтрек Дика Трејсија и I'm Breathless. У јануару 1989. Пепси је објавио да су потписали 5 америчких долара са Мадоном да њу и њен сингл "Like a Prayer" прикаже на телевизијској реклами.  Договор је такође укључивао Пепси спонзорисање Мадонине следеће светске турнеје, најављене као светска турнеја.   Након објављивања музичког спота за песму „Like a Prayer“, у којем се налазе црква и католички симболи као што су стигме, гори крст у стилу Кју Клукс клана и Мадона која љуби црног свеца, верске групе широм света, укључујући Ватикан, одмах су протестовале због богохуљења. коришћење хришћанских слика и позивање на национални бојкот Пепсија и његових подружница   . Компанија је опозвала рекламу и отказала Мадонин спонзорски уговор.   Сајр рекордс је званично најавио светску турнеју 16. новембра 1989. 
Концерт је био подељен у пет сегмената: Метрополис, инспирисан истоименим немачким експресионистичким филмом из 1927; Религиозни по верским темама ; Дик Трејси по истоименом филму и кабареу; Арт деко је инспирисан раним холивудским филмовима који су користили дела уметнице Тамаре де Лемпицке, а пети је био бис.  Уметнички правац је развио Мадонин брат Кристофер Чиконе, док је костиме креирао дизајнер Жан-Пол Готје.   Такође је био комерцијални успех, са зарадом од преко 62,7 милиона долара са 57 концерата.  

## Позадина и продукција
Документарац је режирао Алек Кешишијан из Пропаганда Филмс, који је раније радио на музичким спотовима Елтона Џона и Бобија Брауна.  Дејвид Финчер, који је претходно режирао Мадонине музичке спотове за „Express Yourself“, „Oh Father“ и „Vogue“, првобитно је био везан за режију, али се повукао непосредно пре почетка турнеје.  Мадона се заинтересовала за рад са Кешишијаном након што је видела његов старији пројекат на Харварду - кратки филм под називом Оркански висови.  Према аутору Ј. Рандију Тараборелију, „њени инстинкти су јој говорили да је згодан, дугокоси филмски стваралац са свежим идејама врста модерног, кул уметника који би могао да пружи филму праву предност“.  Она се обратила Кешишијану да ради специјалну емисију за ХБО на њеној светској турнеји Blond Ambition и одвезла га у Јапан, где је турнеја почела у априлу 1990.  У почетку да би био традиционални концертни филм, Кешишијан је изнајмио „све што је урађено у музичком документарцу и концертној арени“, али је одлучио да не гледа ниједан од њих, јер је дошао до закључка да жели да уради нешто другачије.  Открио је да је сцена у бекстејџу „нефункционална породица у стилу Фелинија“ и убедио је Мадону да сними стварни филм фокусирајући се на то, са неким представама испрекиданим; „Када сам схватио да може бити и више, сви су јој говорили: 'Не буди луда. Погледајте шта се десило са Rattle and Hum и како није зарадило новац'. Она је одлучила да пристане на моје мишљење, а не на друге“, присећа се редитељ  . Мадона је сама финансирала пројекат и била је извршни продуцент.  Једном је изјавила:
То је нешто што сам осећала приморана да урадим. Била сам веома дирнута групом људи са којом сам била. Осећала сам се као њихов брат, њихова сестра, њихова мајка, њихова ћерка — и тада сам такође помислио да могу све. И да можемо све на сцени. Зато што је наступ био тако захтеван, тако сложен — кад год прођете кроз нешто заиста интензивно са групом људи, то вас зближи. И на крају, иако сам кренуо да документујем, само да бих је снимила, када сам почела да гледам снимак рекла сам: „Ово ми је тако занимљиво. Овде је филм. Има нешто овде. 
Касније је рекла за Добро јутро Америко да је њена главна намера била да „разбије мит да подигнемо на пиједестал људе које претварамо у иконе. Чинимо их нељудским и не дајемо им људске атрибуте, тако да им није дозвољено да пропадну, не смеју да праве грешке."  Тараборели је истакао да је Мадона дала Кешишијану „пун приступ свом свету, потпуни увод у њен живот током четири месеца турнеје“.  Да би с лакоћом снимио Мадону и оне око ње, редитељ би поставио камере иза једносмерних огледала; натерао је да његова посада увек носи црно и дао им је посебна наређења да не комуницирају са субјектима. Сваке вечери након снимања, бележио би дневне догађаје на компјутеру да би пратио снимак.  Интервјуи са играчима и особљем турнеје обављени су прве две недеље у Јапану, док су представе снимане током три париске представе у јулу; ово је омогућило Кешишијану да „планира бројеве, да седи где сам желео да буду”. 

## Промоција
У августу 1990. године, након што је филм завршен, Мадона је позвала групу пријатеља, укључујући Ворена Битија, да гледају груби рез у просторији за пројекције у Битијевом дому.  Према Тараборелију, Бити није одобравао филм; следећег дана, Мадона је добила писмо од његовог адвоката са захтевом да се одређене сцене са Битијем избаце из коначне верзије филма, иначе би била тужена; насамо су се договорили и дотичне сцене су уклоњене из филма.  Одајући почаст играма истине или изазова, Мадона и њено окружење које су играле у паузама између емисија, радни наслов је био Истина или изазов: На путу, иза кулиса и У кревету са Мадоном, али Мадона је сматрала да је предугачак и скраћен то до истине или изазова.   Изван Северне Америке, Мирамакс Филмс је променио наслов у У кревету са Мадоном, због тога што је игра била релативно непозната у другим земљама.  У интервјуу из 2005. године, Мадона је рекла да јој се не свиђа тај наслов, назвавши га "заиста непристојним". 
Филм је дистрибуирао Мирамак Филмс.  Америчка филмска асоцијација му је дала оцену Р због вулгарности, кратке голотиње и сексуалне сугестивности.  Добио је ограничено издање 10. маја 1991. године. Пет дана касније, Мадона је присуствовала 44. Канском филмском фестивалу, где је одабрана за приказивање ван конкуренције.   Носила је бели свилени грудњак са шортсовима и ружичасти капут који је дизајнирао Гаултиер.  За Винсента Кенбија, из Њујорк тајмса, и филм и Мадона су били „смешни и забавни“ и „по први пут су спонтано оживели овогодишњи фестивал“.  Истина или изазов је изашао широм света 24. маја 1991.  Да би промовисала филм, Мадона је гостовала у понављајућем скечу Уживо суботом увече, "Вејнов свет".  Поред тога, извођења песама „Holiday“ и „Like a Virgin“ укључене у документарни филм објављене су као музички спотови и номиноване су на МТВ видео музичким наградама 1991. и 1992. године.    У неколико тржних центара широм Сједињених Држава, филм је у великој мери промовисан са производима за везивање, великим визуелним приказима и видео екранима. 

## Благајне и кућни медији
По изласку, филм је имао комерцијални успех. У Сједињеним Државама, ушао је у благајне на 13. месту, када је имао ограничено издање током викенда од 10. до 12. маја 1991., зарадивши укупно 543.250 долара од приказивања у 51 биоскопу.  Првог викенда издања широм земље, зарадио је 2,8 долара милиона, чиме је његов укупни приход од благајне достигао 3,3 милиона долара и чини га трећим филмом са највећом зарадом, одмах иза Шта је са Бобом?.   Према Џеку Метјузу из Лос Анђелес тајмса, истина или изазов зарадио је преко 4,3 долара милиона током прве недеље објављивања, надмашивши Вудсток (1970) као комерцијално најуспешнији музички документарац до тада.  Филм је остао у биоскопима 33 недеље и прикупио укупан приход од 15.012.935 долара милиона у Сједињеним Државама.  Уз додатних 14 долара бруто милиона на међународном нивоу, У кревету са Мадоном је зарадила укупно 29 милиона долара од његовог приказивања у биоскопима, уз буџет од 4,5 долара милиона.  Једанаест година је држао рекорд за документарни филм са највећом зарадом свих времена, пре него што га је надмашио Куглање за Колумбин (2002) Мајкла Мура.  
Године 1992. поново је објављен на ВХС -у у Сједињеним Државама са два додатна извођења са турнеје Blond Ambition – који су свирали након завршних наслова.  ДВД верзија је објављена 26. августа 1997. у Северној Америци, али није добила светско издање све до 6. јануара 2003. од стране МГМ.  3. априла 2012. први пут је објављен на Блу-реј.  Ово издање је ремастеризовано за 1080п, представљено у размери 1,78:1 са 5,1 ДТС-ХД Мастер Аудио; укључивао је биоскопски трејлер као једину бонус функцију. 

## Критички пријем
„Део алхемије сјајног музичког документарца ухвати тему у тачно правом тренутку, а Алек Кешишијан није могао да упери своје камере на Мадону у боље време. Усред инвентивне и утицајне турнеје Blond Ambition, он проналази самосвојног генија који је магнет за контроверзу, као и за друге звезде“.

—Рајан Гилби из Гардијана на његовој листи 20 најбољих музичких документараца, где је У кревету са Мадоном на првом месту.
У кревету са Мадоном добила је углавном позитивне критике.  Документарац је био један од најхваљенијих филмова 1991. године .  Има оцену одобравања од 85% на веб локацији за прикупљање рецензија Rotten Tomatoes од 33 критичара.  Питер Трејверс из Ролинг Стоун-а је то сматрао „најоткривенијим и нечувено смешним делом поп демитологизације од Не гледај уназад “; хвалећи њену „свежину и брзу” али критикујући Мадонину „рутину изгубљеног јагњета” у сцени када посећује гроб своје мајке. Своју рецензију је закључио: „Можда нећете оставити У кревету да волите Мадону, али ћете је поштовати као силу природе“.  Роџер Иберт му је дао три и по звездице. Написао је да „за разлику од већине рок документарних филмова, право срце овог филма је бекстејџ, а музички сегменти на сцени, иако су ефективно продуцирани, изгледају као обавезни – они нису разлог због којег је желела да сними овај филм“.  Иберт је био посебно импресиониран Мадонином радном етиком.  Џенет Маслин је приметила да је „Мадонна успела да преузме стварну важност. [У крвету] комбинује узбудљиве, добро фотографисане сцене у боји њеног наступа на сцени са зрнатим црно-белим одсјајима њеног првог ван сцене, понекад чинећи занимљиве напоре да помири то двоје."  Такође из Њујорк тајмса, Џо Коскарели је сматрао да су неки од најбољих тренутака у филму Мадонине интеракције са другим познатим личностима. Гокеров Рич ' сматра да је то „понекад разбеснело, али ретко је мање него фантастично забавно. Реликт времена пре мукотрпног медијског тренинга, када поп звезде пре него што проговоре нису држале на одобравању својих публициста“  Ејми Робертс је то назвала „сировим и искреним, никада се није осећао цинично (и још увек није)“. 
За Марту Шерил из Вашингтон поста, ''Свеже је. То је нечувено. То је нестварност у црно-белом. И свакако је забавније од Мадоне лично."  Луј Виртел похвалио је снимке уживо као „неке од Мадониних најузбудљивијих живих радова“ и „начин на који филм укључује приче Мадониних плесача, од којих су већина геј, једна је од његових најбогатијих карактеристика“.  Кит Вотсон га је "мање концертним филмом него разрађеном егзегезом о стварању поп митова и изградњи идентитета", доделивши му три звездице.  Ноел Мареј похвалио је неке од "разметљивих" делова филма; „У поређењу са све крхком, опрезнијом патрицијском Мадоном последњих година, лепо је видети је тако разиграну“. Мареј је такође истакао сцене у којима Мадона разговара са оцем телефоном и упознаје старог пријатеља из детињства као „времена када се чини да видимо праву 'праву' Мадону.“  Ерика Пеплин сматрала је да Мадону „хуманизује као ништа друго”. 

## Тужба
Дана 21. јануара 1992. плесачи Оливер Крамс, Кевин Сти и Габријел Трупин тужили су Мадону за „надирање у приватност, превару и превару, лажно представљање и намерно наношење емоционалног стреса“. У тужби се тврдило да су тројица мушкараца приказани у сценама "неизвођења" у којима се разговарало о интимним чињеницама о свом личном животу, што их је чинило предметом "презира и исмевања".   Једна од дотичних сцена приказује како се Трупин љуби са Селимом Гувлумом; први је тврдио да му је Кешишијан рекао да ће избрисати све снимке за које верује да нарушавају његову приватност, али када је затражио да се та сцена исече, Мадона је викала на њега и рекла му да "преболи то".   Портпарол Ворнер Броса, Мадонине етикете, изјавио је да су „странке [у оделу] добиле приличну накнаду. Они су потписали саопштења и сви су били плаћени."  У реклами за МТВ-јеву кампању касније те године, Мадона се нашалила на рачун тужбе, рекавши: „Вероватно мислите да то није баш добар разлог да гласате… Па тужите ме! Сви остали раде."  Тројац је на крају постигао вансудско поравнање 1994. и тужба је одбачена. Дебра Џонсон, Трупинов адвокат, рекла је да смо „могли да решимо ову ствар без 2 1/2 године парнице и повезаних трошкова да је Мадона управо признала да и плесачи имају права“.  Кешишијан је 2015. говорио о тужби и бранио Мадону:
Сви [плесачи] су замољени да потпишу издања. Дошао је са свирком, знаш? Сви су их потписали. Оно што се догодило је када је дошло време да се објави, неки нису желели да се открије да су геј, неки су тражили новац. Правно, по мом мишљењу, то је била изнуда. Они су потписали саопштења и није било као да смо то снимали у тајности. Камере су биле ту све време. Они су радили интервјуе. Шта су мислили да се снима — домаћи филм! ? Нисам то поштовао. Било ми је лоше због Мадоне јер је заиста волела ту децу и они су се окренули и урадили то. Због тога се славне личности све више замарају приближавањем било коме. 
Подсећајући своје учешће у тужби поводом 30. годишњице филма, Сти и Крумс су рекли да нису осећали никакав анимозитет према Мадони и само су желели да добију новац који је „записан и договорен у нашим уговорима“; први је рекао да је његово учешће "потпуно уговорно питање" и да је "[моји] агенти требали бити ти који су тужили, а не ја".  Крумс се сложио, јер је то био „толико рањив филм. Требало је да сви будемо плаћени јер се још увек зарађује“. Закључио је одбацивши целу ситуацију као „воду испод моста [. . . ] Без обзира на све, увек ћу је волети. Немам ништа осим љубави према њој, и волео бих да је једног дана поново видим." 

## Наслеђе
Пишући за Билборд, Луј Виртел је рекао да је У кревету био „један од првих документарних филмова у којима су геј момци само дружени“, и назвао га једним од разлога зашто је Мадона „вечна инспирација ЛГБТ+ заједници “.  Слично, Семјуел Р. Муријан је рекао да је то инспирисало многе геј мушкарце да изађу.  У својој књизи Филмска теорија иде у филмове: културолошка анализа савременог филма, аутори Џим Колинс, Ава Пречер Колинс и Хилари Раднер упоредили су Истину или изазов са документарцем Париз гори (1990), пошто оба филма пружају приступ „коментарима и представе“ црнаца и латино геј мушкараца.  Мелиса Андерсон, рекла је да је, баш као и Париз гори, [У кревету] суштинска истрага о чудности, раси и славу“.  Кит Вотсон истакао је да је филм први пут да су многи Мадонини фанови, аи јавност уопште, видели два мушкарца како се љубе.  Сличне мисли је поделио и Дерил Дејно, који је изјавио да је У кревету био први мејнстрим геј филм који су многи људи видели и да је довео до прихватања будућих филмова и телевизијских емисија са геј темама. 
Ноел Мареј је рекао да се то може посматрати као студија маркетинга .  Кешишијан је закључио да је „потребан веом посебан тип особе у веома посебном тренутку у њиховом животу да би желео да ради такву врсту филма [. . . ] Нема много оних који изводе оно што Мадона изводи у У кревету“.  Даљи утицај се може видети у другим документарцима који се односе на музику, као што су Бели дијамант: Лични портрет Кајли Миног (2007), Џастин Бибер: Никад не реци никад (2011) итд.     Певачица Кејти Пери навела је У кревету као главну инспирацију за свој филм Кејти Пери: Део мене из 2012.  И Госпођица Американа (2020) су упоређене са У кревету.    Дејвид Фир из Ролинг Стоуна је изјавио да, тридесет година касније, остаје као "шаблон за модерни документарац поп звезде".  Селена Гомез је 2016. године ангажовала Кешишијана да режира музички спот за њену песму због његовог рада на У кревету.  Редитељ Брејди Корбет навео је Мадонино извођење у документарцу као једну од инспирација за главног лика свог филма Вок Лук из 2018. године, коју игра Натали Портман.  2018, Гардијан је прогласио У кревету за највећи музички документарац свих времена. Ејми Робертс је рекла да је "сумњиво да ћемо икада видети музички документарац да има исти висцерални утицај". 

### Фусноте
1. ↑  Guilbert 2002, стр. 149
2. ↑  Cross 2007, стр. 51
3. ↑  Harrington, Richard (3. 6. 1990). „Essay”. The Washington Post. Приступљено 15. 9. 2019.
4. 1 2 3 4  Taraborrelli 2002, стр. 172
5. ↑  Bignell 2007, стр. 123
6. ↑  Mackie, Drew (3. 4. 2015). „25 Reasons Madonna's Blond Ambition Tour Still Rules, 25 Years Later”. People. Приступљено 14. 9. 2019.
7. ↑  Romero, Frances (20. 10. 2010). „Top 10 Vatican Pop-Culture Moments: Madonna, Over and Over”. Time. Архивирано из оригинала 23. 9. 2016. г. Приступљено 21. 11. 2016.
8. ↑  Taraborrelli 2002, стр. 174
9. ↑  Wollenberg, Skip (1. 3. 1989). „Pepsi expecting millions to view new Madonna ad”. Kentucky New Era. Приступљено 1. 2. 2010.
10. ↑  „Pepsi cancels Madonna ad”. The New York Times. 5. 4. 1989. Приступљено 18. 9. 2019.
11. ↑  Inglis 2006, стр. 136
12. ↑  Mackie, Drew (3. 4. 2015). „25 Reasons Madonna's Blond Ambition Tour Still Rules, 25 Years Later”. People. Приступљено 14. 9. 2019.
13. ↑  Ciccone & Leigh 2008, стр. 182
14. ↑  Hirschberg, Lynn (8. 7. 2001). „The Way We Live Now: 07-08-01: Questions for Jean-Paul Gaultier; An Artist? Moi?”. The New York Times. Приступљено 14. 9. 2019.
15. ↑  Beck, John (24. 8. 2003). „Sticker Shock : Astronomically Outpacing Inflation, Concert Ticket Costs Continue Upward, But Fans Continue To Pay The Price”. The Press Democrat. Архивирано из оригинала 01. 11. 2013. г. Приступљено 15. 9. 2019.
16. ↑  Bruenger 2016, стр. 186
17. ↑  Taraborrelli 2002, стр. 173
18. ↑  O'Brien 2008, стр. 226
19. ↑  Higgins, Bill (18. 8. 2018). „Hollywood Flashback: Madonna Caused Near-Riots With 'Truth or Dare' in 1991”. The Hollywood Reporter. Приступљено 17. 9. 2019.
20. ↑  Bender, Abbey (29. 8. 2016). „'Truth or Dare' Turns 25, But of Course Madonna Is Timeless”. The New York Observer. Приступљено 14. 1. 2020.
21. 1 2  Higgins, Bill (18. 8. 2018). „Hollywood Flashback: Madonna Caused Near-Riots With 'Truth or Dare' in 1991”. The Hollywood Reporter. Приступљено 17. 9. 2019.
22. ↑  Kisner, Jeremy (11. 7. 2015). „Madonna's "Truth Or Dare" Changed A Generation Of Gay People; The Director Takes Us Behind The Scenes”. Queerty. Приступљено 5. 11. 2019.
23. 1 2  Kaplan, James (17. 5. 1991). „Madonna: The naked Truth”. Entertainment Weekly. Приступљено 6. 11. 2019.
24. 1 2  Juzwiak, Rich (4. 3. 2012). „Truth or Dare: How Madonna's Documentary Changed the Next 20 Years”. Gawker. Приступљено 22. 12. 2019.
25. ↑  Ryan, James (1. 6. 1991). „In Bed With Madonna!”. The Face. 4 (2). ISSN 0028-6362.
26. ↑  Manning, Emily (26. 8. 2016). „Revisiting Madonna's 1991 'Truth or Dare' documentary with its director”. i-D. Архивирано из оригинала 27. 10. 2020. г. Приступљено 6. 11. 2019.
27. 1 2 3  Taraborrelli 2002, стр. 190
28. ↑  Guilbert 2002, стр. 144
29. ↑  Kaplan, James (17. 5. 1991). „Madonna: The naked Truth”. Entertainment Weekly. Приступљено 6. 11. 2019.
30. ↑  Taraborrelli 2002, стр. 178
31. 1 2  Maslin, Janet (10. 5. 1991). „Review/Film; No One Ever Called Her Shy”. The New York Times. Приступљено 7. 11. 2019.
32. 1 2  Canby, Vincent (15. 5. 1991). „Madonna and Film Enliven Cannes Festival”. The New York Times. Приступљено 7. 11. 2019.
33. ↑  Cusumano, Katherine (15. 5. 2019). „The Best Looks of the Cannes Film Festival Red Carpet: A Visual History”. W. Приступљено 7. 11. 2019.
34. 1 2 3  „Madonna: Truth or Dare”. Box Office Mojo. Приступљено 15. 12. 2019.
35. ↑  Bego 2000, стр. 198
36. ↑  Goodlum, Jeff (4. 12. 2000). „Truth or Dare”. Rolling Stone. 1079 (19). ISSN 0035-791X.
37. ↑  Hastings, Deborah (19. 7. 1991). „R.E.M. gets most nominations for MTV Awards”. Bangor Daily News. Приступљено 7. 11. 2019.
38. ↑  Rusell, Deborah (18. 7. 1992). „Peppers, En Vogue, Van Halen, hot with MTV noms”. Billboard. 104 (29): 10. ISSN 0006-2510.
39. ↑  Massey, Sujata (17. 5. 1991). „Will R rating stop young teens from taking 'Dare'?”. The Baltimore Sun. Приступљено 14. 9. 2019.
40. ↑  „Domestic 1991 Weekend 19: May 10-12, 1991”. Box Office Mojo. IMDb. Приступљено 15. 12. 2019.
41. ↑  „Domestic 1991 Weekend 20: May 17-19, 1991”. Box Office Mojo. IMDb. Приступљено 15. 12. 2019.
42. 1 2  Mathews, Jack (21. 5. 1991). „The Big Winners at Cannes : Movies: Madonna drives the media hordes wild - not a pretty sight. But her 'Truth or Dare' cleans up at box office.”. Los Angeles Times. Приступљено 15. 12. 2019.
43. ↑  Munoz, Lorenza (3. 1. 2003). „Little pictures have a big year”. Los Angeles Times. Приступљено 12. 8. 2017.
44. ↑  „Box Office Mojo: Documentary”. Box Office Mojo. IMDB. Архивирано из оригинала 24. 8. 2019. г. Приступљено 15. 12. 2019.
45. ↑  „Madonna - Truth or Dare (VHS)”. Tower.com. 15. 7. 1992. Архивирано из оригинала 27. 4. 2014. г. Приступљено 20. 12. 2019.
46. ↑  Martin & Porter 2003, стр. 423
47. ↑  „"Truth or Dare" tour documentary released on Blu-ray tomorrow”. Icon: Official Madonna Website. 2. 4. 2012. Приступљено 15. 12. 2019.
48. ↑  Katz, Josh (31. 1. 2012). „Madonna: Truth or Dare Blu-ray”. Blu-ray.com. Приступљено 20. 12. 2019.
49. ↑  Gilbey, Ryan (20. 9. 2018). „The 20 best music documentaries – ranked!”. The Guardian. Приступљено 17. 9. 2019.
50. ↑  Cross 2007, стр. 56
51. ↑  Rettenmund 1995, стр. 14
52. ↑  „Madonna: Truth or Dare”. Rotten Tomatoes. Приступљено 24. 5. 2022.
53. ↑  Travers, Peter (10. 5. 1991). „Movie reviews: Truth Or Dare”. Rolling Stone. Приступљено 17. 9. 2019.
54. 1 2  Ebert, Roger (17. 5. 1991). „Madonna: Truth or Dare”. RogerEbert.com. Приступљено 7. 11. 2019.
55. ↑  Roberts, Amy (25. 8. 2016). „Why Madonna's 'Truth Or Dare' Continues To Inspire & Influence Audiences 25 Years Later”. Bustle. Приступљено 15. 12. 2019.
56. ↑  Sherill, Martha (14. 5. 1991). „25 years ago, Madonna was hitting peak Madonna — and sharing every last secret”. The Washington Post. Приступљено 7. 11. 2019.
57. ↑  Virtel, Louis (22. 8. 2016). „A Q&A with Alek Keshishian, Director of Groundbreaking Madonna Documentary Truth or Dare”. Paper. Приступљено 7. 11. 2019.
58. ↑  Watson, Keith (24. 8. 2016). „Review: Madonna: Truth or Dare”. Slant Magazine. Приступљено 7. 11. 2019.
59. ↑  Murray, Noel (4. 11. 2012). „Madonna: Truth Or Dare”. The A.V. Club. Архивирано из оригинала 10. 08. 2020. г. Приступљено 7. 11. 2019.
60. ↑  Peplin, Erica (17. 7. 2015). „Revisit: Madonna: Truth or Dare”. Spectrum Culture. Приступљено 18. 11. 2019.
61. 1 2  Staff (22. 1. 1992). „Madona's dancers threaten to sue”. The Buffalo News. Архивирано из оригинала 06. 11. 2019. г. Приступљено 5. 11. 2019.
62. 1 2 3  Morris, Chris (8. 2. 1992). „'Truth' Consequences: Dancers Sue Madonna” (PDF). Billboard. 104 (6–2510): 86. ISSN 0006-2510. Приступљено 2. 10. 2020.
63. ↑  Riggs 2006, стр. 473
64. ↑  „Dancers settle lawsuit against Madonna”. Hartford Courant. 2. 10. 1994. Приступљено 6. 11. 2019.
65. ↑  Kisner, Jeremy (11. 7. 2015). „Madonna's "Truth Or Dare" Changed A Generation Of Gay People; The Director Takes Us Behind The Scenes”. Queerty. Приступљено 5. 11. 2019.
66. ↑  Jacobs, Matthew (6. 5. 2021). „The Oral History of Madonna's Truth or Dare: The groundbreaking pop documentary's participants look back, 30 years later.”. Vulture. Приступљено 13. 5. 2021.
67. 1 2  Jacobs, Matthew (6. 5. 2021). „The Oral History of Madonna's Truth or Dare: The groundbreaking pop documentary's participants look back, 30 years later.”. Vulture. Приступљено 13. 5. 2021.
68. ↑  Virtel, Louis (6. 6. 2017). „10 Reasons Madonna Is An Eternal Inspiration to the LG”. Billboard. Приступљено 17. 11. 2019.
69. ↑  Murrian, Samuel R. (14. 6. 2019). „How Madonna Became an LGBTQ Icon and Why Her Activism Matters Even More Today”. Parade. Приступљено 17. 11. 2019.
70. ↑  Collins, Preacher Collins & Radner 1992, стр. 155
71. ↑  Anderson, Melissa (23. 8. 2016). „Justifying Our Love: 25 Years Later, the Madonna Doc Still Delights — And Confounds”. The Village Voice. Приступљено 24. 12. 2019.
72. ↑  Watson, Keith (24. 8. 2016). „Review: Madonna: Truth or Dare”. Slant Magazine. Приступљено 7. 11. 2019.
73. ↑  Deino, Daryl (6. 12. 2017). „Madonna's Groundbreaking 'Truth or Dare' Helped the LGBT Community at Its Most Vulnerable Time”. HuffPost. Приступљено 18. 11. 2019.
74. ↑  Murray, Noel (4. 11. 2012). „Madonna: Truth Or Dare”. The A.V. Club. Архивирано из оригинала 10. 08. 2020. г. Приступљено 7. 11. 2019.
75. ↑  Coscarelli, Joe (26. 8. 2016). „After 25 Years, How Well Has Madonna's 'Truth or Dare' Aged?”. The New York Times. Приступљено 6. 11. 2019.
76. ↑  Edgar, Fairclough-Isaacs & Halligan 2013, стр. 219
77. ↑  Peplin, Erica (17. 7. 2015). „Revisit: Madonna: Truth or Dare”. Spectrum Culture. Приступљено 18. 11. 2019.
78. ↑  Jacobs, Matthew (18. 10. 2015). „Watching 'Truth Or Dare' Makes Madonna 'Gag'”. Huffpost. Приступљено 16. 1. 2020.
79. ↑  Bahr, Robyn (17. 4. 2019). „'Homecoming: A Film by Beyonce': Film Review”. The Hollywood Reporter. Приступљено 16. 1. 2020.
80. ↑  Dihn, James (4. 6. 2012). „Katy Perry's "Part Of Me" film inspired by Madonna”. MTV. Архивирано из оригинала 12. 06. 2022. г. Приступљено 18. 11. 2019.
81. ↑  Ali, Lorraine (22. 9. 2017). „Lady Gaga gets personal in her new documentary 'Gaga: Five Foot Two,' but can't overcome clichés”. Los Angeles Times. Приступљено 14. 1. 2020.
82. ↑  Kenny, Glenn (21. 9. 2017). „Review: Lady Gaga Unplugged, Sort Of, in 'Gaga: Five Foot Two'”. The New York Times. Приступљено 14. 1. 2020.
83. ↑  Bundel, Ani (31. 1. 2020). „Netflix's Taylor Swift documentary 'Miss Americana' is a revealing reinvention”. NBC News. Приступљено 5. 3. 2020.
84. ↑  Fear, David (10. 5. 2021). „Blonde on Blonde: ‘Madonna: Truth or Dare’ at 30”. Rolling Stone. Приступљено 13. 5. 2021.(Потребна претплата.)
85. ↑  Vain, Madison (22. 12. 2015). „Selena Gomez's Hands to Myself video: director talks Madonna inspiration”. Entertainment Weekly. Приступљено 23. 12. 2015.
86. ↑  Roberts, Amy (25. 8. 2016). „Why Madonna's 'Truth Or Dare' Continues To Inspire & Influence Audiences 25 Years Later”. Bustle. Приступљено 15. 12. 2019.